# Isla Palmerston
La isla Palmerston es el nombre de un atolón de coral en las Islas Cook (Nueva Zelanda), en el océano Pacífico, a 500 km al noroeste de Rarotonga. Aunque se considera del grupo norte de las Cook, está situado en medio de los dos grupos. Sus coordenadas son: 18° 4′ S 163° 10′ O. 
El atolón consta de seis islas de arena: Palmerston o Home Island (Isla casa), North Island (Isla del Norte), Leicester, Primrose, Tom's y Cook's. La altitud máxima es un cerro de arena de 6  m denominado La Montaña (The Mountain). La superficie total es de 2,1 km². 
Sus habitantes son pescadores y constructores de botes. Las tierras emergidas son fértiles y permiten el cultivo del coco, siendo la copra una de sus principales exportaciones.
Palmerston fue descubierta en 1774 por el británico James Cook que la denominó así en honor del Primero Lord del Almirantazgo, Lord Palmerston. El atolón estaba deshabitado, aunque se habían encontrado algunas tumbas y herramientas pre-europeas. Era conocido por las islas vecinas con el nombre de Avarau que significa «doscientos canales» en referencia a los canales que atraviesan el escollo desde el océano a la laguna, aunque pocos de ellos son navegables.
Después de la visita de James Cook varias personas se establecieron por algunos meses o años en la isla, pero nadie se quedó mucho tiempo, hasta que en 1862 se estableció allí el carpintero William Marsters con sus dos esposas maorís de Manuae. Marsters era un hombre práctico y trabajador que plantó cocos en la isla y construyó una casa con los restos del naufragio de un barco. 
Después de varios años, Marsters se casó con una tercera mujer, y sus diecisiete hijos se casaron con polinesios de otras islas y los descendientes aumentaron hasta ser 54 nietos. En la quinta generación la población se estima que llegó a ser de mil personas.
Hoy la mayoría de la población trae el apellido Masters o Marsters, que se ha extendido por emigración a Rarotonga y Nueva Zelanda. Como ocurrió con Pitcairn, los descendientes son mestizos británicos y polinesios que tienen como primera lengua el inglés, en este caso con acento de Gloucester, de dónde era originario William Marsters. Como segunda lengua se utiliza el maorí de las Islas Cook.
En 1980 la población había bajado hasta las 100 personasy en el censo del 2001 la población total era de solamente 62 habitantes. Todos viven en la isla Palmerston, que está dividida en tres zonas, una por cada esposa de Marsters y sus descendientes. Actualmente, el gobernador del atolón es un descendiente de Marsters.